# Felton (Minnesota)
Felton – miasto w Stanach Zjednoczonych, w stanie Minnesota, w hrabstwie Clay.